# 八ヶ岳自然文化園
八ヶ岳自然文化園（やつがたけしぜんぶんかえん）は長野県諏訪郡原村にある公園であり、「八ヶ岳の自然とふれあい」をテーマにしたレジャー施設。
パターゴルフ場、マレットゴルフ場、ディスクゴルフ、冬はスキーやソリ、ゴーカート場、キックバイク場などのスポーツ施設、ドッグランなどペットと楽しめる施設、フレンチデリ&カフェ K原村などもある。
自然観察科学館にはプラネタリウムや多目的ホールなどがある。
標高1300m、八ヶ岳中央高原に位置し、園内からは八ヶ岳や蓼科山、車山、北アルプスといった山々を望める。
そして、日が暮れると国内屈指の星空観察スポットになり、晴れた日には天の川や空いっぱいに広がる満天の星が煌めく。
サマーホリデーin原村星まつり、星空の映画祭等のイベント会場。
映画「いま、会いにゆきます」 のロケが行われた。

## 園内施設

### 自然観察科学館
プラネタリウムは、120名が同時に見ることができる。
NASA（アメリカ航空宇宙局）がアポロ計画で月から地球への帰還用に使用した宇宙船の訓練実機を常設展示しており、実際に乗り込んで宇宙飛行士気分を味わうこともできる。※訓練に使用した宇宙船（本物）。
日本の蝶・長野県の蝶から世界の蝶の標本1569頭、生きているカブトムシ、トンボ、カナブンの仲間、クモなど260匹が生態などの詳しい説明と共に展示してある。
また、期間限定（春～秋）で開催している「生きた世界のカブトムシ・クワガタムシ展」は、ヘラクレスオオカブトムシ等に直接触れる展示で人気となっている。
- 営業時間:9:00～17:00（7月下旬～8月末は18:00まで）
- 休園日:火曜日および祝日の翌日、年末年始、ゴールデンウィーク明け（夏季は無休）
- プラネタリウム・展示室 共通料金大人＝800円・小人（小中学生）＝500円

### フレンチデリ&カフェ K原村
園内にはレストラン「デリ&カフェ K原村」がある。
地域の食材を使った料理や、地元の個人店のパンやソーセージ、地ビール等を取り扱うアンテナショップとしての役割を果たしている。
- 営業時間、平日 11:00~18:00(LO17:30)
- 金土日・祝前・祝日 11:00~21:00(LO20:30)
- 定休日、火曜日、7～8月は無休。（冬季は休業あり）

## サマーホリデーin原村星まつり
毎年、夏に原村星まつりが開催される（天体観測に関するイベント、全国から大勢の天文ファンが集まる）。
自然文化園は昼は通常営業をしながらのイベント会場になり、昼間は各種望遠鏡の格安販売や手造り望遠鏡講座の他、天体観測に関する講座・講演・クイズ・抽選会・コンサート・落語まである。
夜は特別に入場可能にし芝生広場での観望会となる。当日入り口で受付登録が必要となる。
1998年、音楽ユニットアクアマリンがこのイベントで初ライブを行った。その時歌った「COSMOS (曲)」がその頃小学生、中学生に混声三部合唱曲として歌われるようになった。
2020年から2022年、コロナ禍の影響で中止､規模縮小されている。

## 星空の映画祭
八ヶ岳自然文化園の星空の下、野外ステージかに大きなスクリーンを設置して映画を上映する、真夏の期間だけ開催される映画祭。
約1ヶ月、洋画・邦画の新作や話題作が日替わりで上映される。
1983年に「スターダストシアター」（Star Dust Theater）として開始され、開催回数は一時中断をはさんで2016年で31回を数える。
- 料金:1500円（前売 1300円、中学生以下は500円）

## アクセス
- バス：茅野駅バス路線
  - 美濃戸口行きバス→「八ヶ岳農業実践大学校前」下車、徒歩20分（土日祝）
  - 美濃戸口行きバス→「八ヶ岳農業実践大学校前」下車→八ヶ岳線セロリン号→「八ヶ岳自然文化園」下車（平日）
  - 穴山・原村線バス→「原村役場」下車乗り換え→八ヶ岳線セロリン号→「八ヶ岳自然文化園」下車[5]
- バス（夏期のみ運行）：小淵沢駅から周遊リゾートバスで八ヶ岳美術館で下車（※コロナ禍の影響で運休中）[6]
- 車：諏訪南インターチェンジから車で10km。